# 테런스 제닝스
테런스 제닝스(영어: Terrence Jennings, 1986년 7월 28일 ~ )는 2012년 올림픽에서 동메달을 획득한 미국의 태권도 선수이다.